# Franex

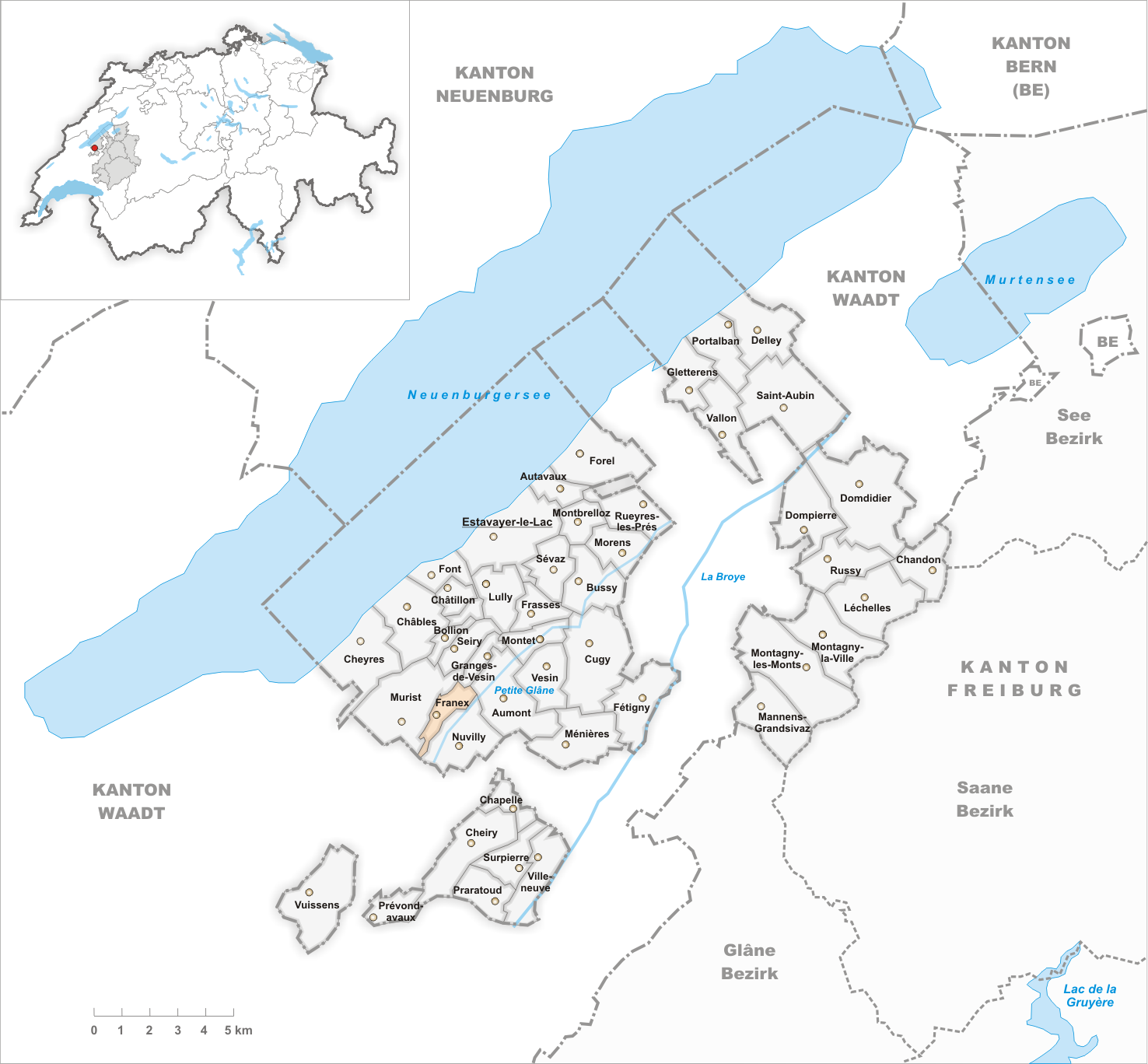
Gemeindestand vor der Fusion am 1. September 1992

Franex ist eine Ortschaft und früher selbständige politische Gemeinde im Distrikt Broye des Kantons Freiburg in der Schweiz. Am 1. Januar 1992 wurde Franex nach Murist eingemeindet. Seit 2017 gehört das Dorf zur Gemeinde Estavayer.

## Geographie
Franex liegt auf 582 m ü. M., neun Kilometer westsüdwestlich von Payerne (Luftlinie) in der freiburgischen Exklave Estavayer. Das Dorf erstreckt sich am linken Talhang der Petite Glâne, unterhalb der Tour de la Molière, im Molassehügelland zwischen dem Neuenburgersee und dem mittleren Broyetal, im nordwestlichen Freiburger Mittelland. Die ehemalige Gemeindefläche betrug 1,71 km². Das Gebiet umfasste einen Abschnitt des Mittellaufs der Petite Glâne und reichte im Westen über den Steilhang von Franex bis an den Rand des Plateaus von Murist (bei Vursy 695 m ü. M.).

## Bevölkerung
Mit 46 Einwohnern (1990) zählte Franex vor der Fusion zu den kleinsten Gemeinden des Kantons Freiburg. Im Jahr 1850 hatte die Gemeinde 131 Einwohner, 1950 noch 110 Einwohner. Zu Franex gehören einige Einzelhöfe.
Einwohnerzahlen: Volkszählungsdaten

## Wirtschaft
Franex lebt noch heute von der Landwirtschaft, insbesondere vom Ackerbau, von der Milchwirtschaft und der Viehzucht.

## Verkehr
Der Ort liegt abseits der grösseren Durchgangsstrassen und besitzt selbst keine Anbindung an das Netz des öffentlichen Verkehrs.

## Geschichte
Die erste urkundliche Erwähnung des Ortes erfolgte 1242 unter dem Namen Frasnei. Später erschienen die Bezeichnungen Frasnaj (1243), Franey (1343), Frane (1665) und Franex (seit 1668). Der Ortsname ist vom lateinischen Wort fraxinus (Esche) abgeleitet.
Seit dem Mittelalter unterstand Franex der Herrschaft Estavayer. Auch das Domkapitel von Lausanne hatte Grundbesitz im Dorf. Nachdem Bern 1536 das Waadtland erobert hatte, kam Franex unter die Herrschaft von Freiburg und wurde der Vogtei Estavayer zugeteilt. Nach dem Franzoseneinfall im März 1798 und dem folgenden Zusammenbruch des Ancien Régime gehörte das Dorf während der Helvetik und der darauffolgenden Zeit zum Bezirk Estavayer, bevor es 1848 in den Bezirk Broye eingegliedert wurde. Mit Wirkung auf den 1. Januar 1992 wurde Franex nach Murist eingemeindet.

## Sehenswürdigkeiten

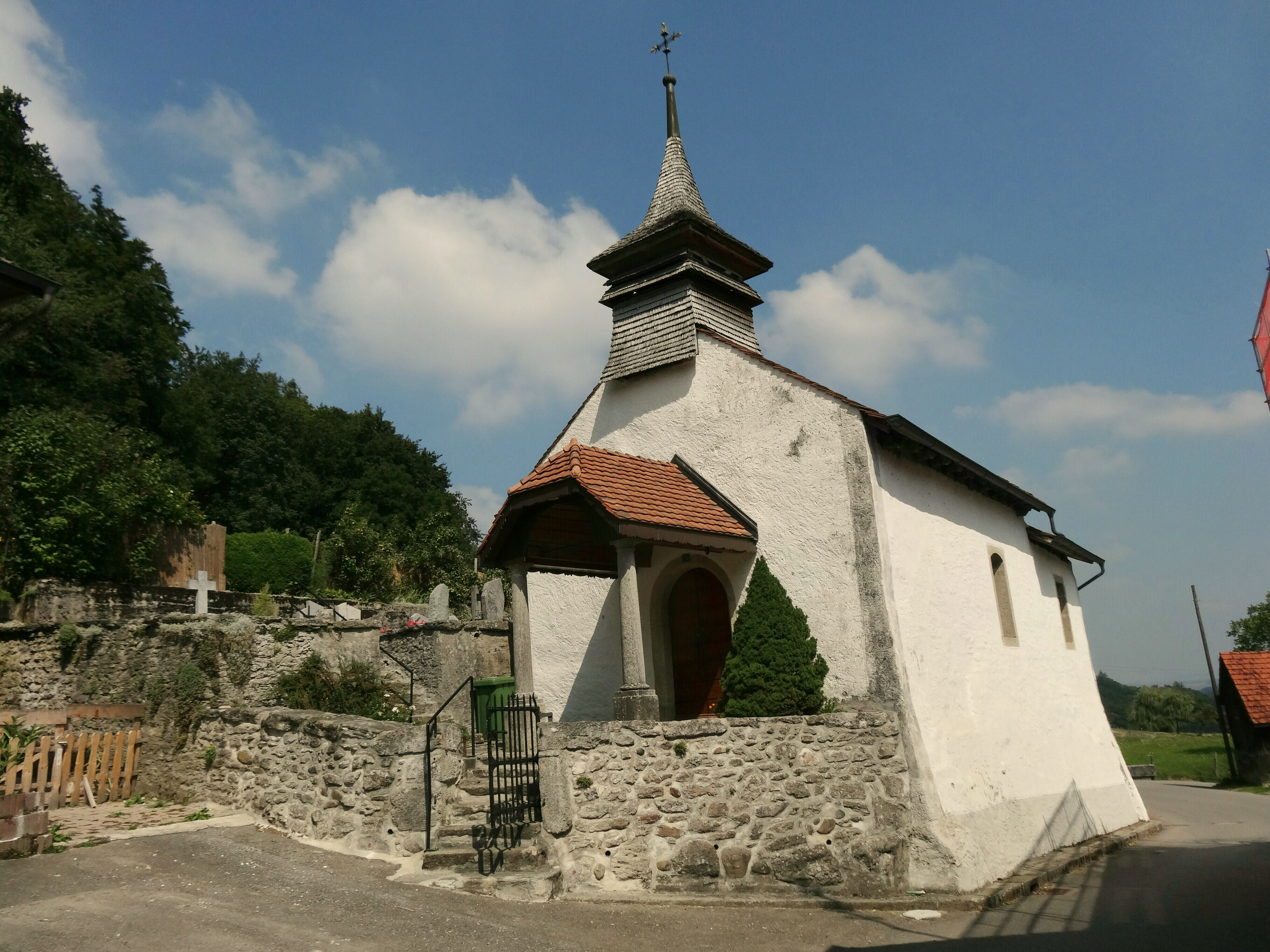
Dorfkapelle Saint-Nicolas

Die Dorfkapelle Saint-Nicolas ist 1625 erstmals erwähnt und wurde 1795 restauriert. Sie besitzt 13 bemerkenswerte bemalte Holzstatuen von Christus und den Aposteln. Diese stammen ursprünglich aus der Kirche von Combremont, wurden aber beim Übertritt dieser Gemeinde zum reformierten Glauben an Franex abgegeben.